# Braciszek i siostrzyczka
Braciszek i siostrzyczka (Brüderchen und Schwesterchen) – baśń braci Grimm opublikowana w roku 1812 w ich zbiorze  Baśni (tom 1, nr 11).

## Treść[1]
Pewnego dnia dwoje rodzeństwa - brat i siostra, postawiło uciec z domu od złej macochy, która okrutnie ich traktowała. Kiedy wędrowali przez las, brat poczuł pragnienie i chciał się napić wody ze źródła. Nie wiedział, że macocha, która była czarownicą, szła potajemnie za nimi i zaczarowała wszystkie źródła w lesie. Jednak siostra usłyszała, jak źródła szemrzą, że kto się z nich napije, stanie się zwierzęciem. Ostrzegła brata, który na początku posłuchał siostry. Potem jednak poczuł takie pragnienie, że napił się z trzeciego spotkanego źródła. Wówczas zamienił się w jelenia. Siostra bardzo płakała nad nieszczęściem brata, ale obiecała, że nigdy go nie opuści. Zamieszkali wspólnie w lesie, żywiąc się korzonkami i owocami leśnymi. 
Pewnego dnia król urządził wielkie polowanie. Brat-jeleń słysząc odgłos łowów, zapragnął się im przyjrzeć. Siostra niechętnie pozwoliła mu wyjść - zaznaczyła, że gdy będzie wracać, to niech zapuka do chatki mówiąc „wpuść mnie siostrzyczko”, dopiero wtedy mu otworzy. Myśliwi na widok jelenia rzucili się w pogoń, jednak brat-jeleń zdołał im się wymknąć i wrócił do siostry. Po jakimś czasie znów odbyło się polowanie i jeleń znów udał się naprzeciw myśliwych, którzy puścili się za nim w pogoń, a nawet zdołali go lekko zranić. Jednak jeleń ponownie się wymknął. Jeden z myśliwych podążył za nim i usłyszał, jak zwierzę staje przed chatką i mówi ludzkim głosem: „wpuść mnie siostrzyczko”. Zdumiony myśliwy opowiedział o tym królowi. 
Podczas następnych łowów, król rzekł do myśliwych, by nikt nie ważył się krzywdzić jelenia. Sam udał się do chatki w lesie i zawołał „wpuść mnie siostrzyczko”. Siostra otwarła drzwi i przeraziła się, kiedy zamiast brata-jelenia, zobaczyła obcego mężczyznę. Jednak król był tak zachwycony jej urodą, że z miejsca się jej oświadczył. Siostra przyjęła oświadczyny i od tej pory wraz z bratem jeleniem zamieszkała w zamku króla. Jakiś czas później urodziła synka.
Tymczasem zła macocha, która sądziła, że dzieci które od niej uciekły już nie żyją, była wściekła, kiedy dowiedziała się o ich szczęściu. Jej własna córka robiła jej wyrzuty, że to ona powinna być królową. Wówczas macocha-czarownica przybrała wraz z córką postać służącej. Weszły do komnaty królowej i przygotowały kąpiel. Zaniosły królową do wanny, ale w pokoju kąpielowym rozpaliły tak wielki ogień, że królowa udusiła się z gorąca. 
Macocha nadała swojej córce wygląd królowej i położyła ją do jej łóżka. Nie mogła tylko zmienić drugiego oka, ale liczyła, że król tego nie zauważy. Istotnie król, kiedy przybył do żony pogratulować urodzenia dziecka, nie rozpoznał, że żona jest fałszywa, gdyż córka czarownicy nie pozwalała zbliżyć się do łóżka tłumacząc to zmęczeniem po porodzie.
Gdy nastała północ, piastunka opiekująca się dzieckiem, ujrzała jak wchodzi do pokoju prawdziwa królowa (czy raczej jej duch), wyjmuje dziecko z kołyski i karmi je, a potem głaska leżącego w kącie jelenia. Strażnicy, których piastunka o to pytała odpowiedzieli, że nic nie widzieli. 
Sytuacja powtarzała się jeszcze parę nocy. Pewnego dnia duch królowej przemówił słowami:
 Co robi mój jelonek?

 Co robi moje dziecię?

 Przyjdę tu jeszcze dwa razy

 Potem mnie już nie znajdziecie
Przerażona piastunka opowiedziała o tym królowi. Następnej nocy król sam udał się do dziecięcego pokoju i na własne oczy zobaczył ducha żony, który mówił:
 Co robi mój jelonek?

 Co robi moje dziecię?

 Przyjdę tu jeszcze raz jeden 

 Potem mnie już nie znajdziecie
Król był tak przerażony, że nie mógł wymówić słowa. Jednak został następnej nocy. Duch znów się pojawił i rzekł:
 Co robi mój jelonek?

 Co robi moje dziecię?

 Przyszłam tu po raz ostatni 

 Potem mnie już nie znajdziecie
Wówczas król podszedł bliżej i zapytał czy jest jego żoną. Ona odpowiedział, że jest nią. Wtedy za sprawą łaski Bożej, wróciła do życia. Opowiedziała królowi co z nią zrobiła macocha i jej córka. Król kazał obydwie postawić przed sąd. Córkę wygnano do lasu, gdzie pożarły ją dzikie zwierzęta. Z kolei macochę wiedźmę spalono na stosie. Z chwilą jej śmierci brat-jeleń odzyskał ludzką postać.

## Ekranizacje
- Braciszek i siostrzyczka – niemiecki film z 1953 roku
- Baśnie braci Grimm (Brat i Siostra – odcinek 12, seria 2) – japoński serial animowany (1987-1988)
- Baśnie Braci Grimm: Simsala Grimm (Brat i siostra – odcinek 13, seria 1) – niemiecki serial animowany z 1999 roku
- Braciszek i siostrzyczka – niemiecki film z 2008 roku